# Juan Ignacio Cáceres
Juan Ignacio Cáceres (Maldonado, Uruguay; 1 de mayo de 1984) es un expiloto de automovilismo uruguayo que compitió en Fórmula 3000 Europea, Championship Auto Racing Teams, TC2000, RallyCross, Rally y Top Race.
Además fue comentarista de Fórmula 1 para la cadena televisiva Monte Carlo Televisión (Canal 4 de Uruguay) desde el año 2005 hasta el año 2011, columnista del portal de noticias uruguayo Motor Mario y para el portal de apuestas deportivas SuperMatch.
Su padre, Fernando Cáceres Hernández, es director de Sportlink, empresa promotora del Gran Premio de Punta del Este.
Es el hermano mayor de la piloto de Fórmula 4 Maite Cáceres.

## Carrera

### Inicios
Cáceres comenzó su carrera deportiva a los 10 años, participando del Campeonato Uruguayo de Cadetes y acabando en tercera posición. Al año siguiente se coronó Campeón Mercosur y campeón del Campeonato de Verano.
Tras sus buenas actuaciones pasó al Campeonato Uruguayo 125cc Pre-Junior, finalizando en el año 1997 en la quinta colocación, y en el año 1998 en la cuarta posición.

### Paso por el exterior
En 1999 participó de la Fórmula Honda (Argentina). Un año después buscó suerte en Estados Unidos formando parte de la Fórmula R/T 2000 Dodge por tres carreras, alcanzando sorprendentemente 2 victorias en una categoría nueva para él.
Al año siguiente compitió en la Fórmula Renault en dos competiciones, logrando un meritorio segundo lugar.
Tras no lograr un apoyo económico suficiente para participar en competiciones importantes dentro del Viejo Continente, decide retornar a Argentina para correr en la Fórmula Súper Renault.
En 2003 vuelve a probar suerte en Europa, participando en la Fórmula BMW y coronándose campeón, tras logar 4 victorias y 2 segundos puestos en 6 carreras disputadas. A raíz de su buen rendimiento en dicha categoría, al año siguiente forma parte de la Fórmula 3 Española.

#### Fórmula 1
En el año 2005 participó de buena manera en la Fórmula 3000, lo que le permitió la posibilidad de participar de unas pruebas con Minardi (exequipo de Fórmula 1), con la finalidad de buscar los pilotos titulares para dicho equipo, de cara a la futura temporada de Fórmula 1 de 2006. El piloto uruguayo consiguió el mejor tiempo, pero aun así no logró tener una butaca dentro de la máxima categoría del automovilismo por la venta del equipo. El lugar de Minardi dentro de la competición fue ocupado por la Scuderia Toro Rosso, impusiendo el equipo italiano a sus propios pilotos. Por ende, las posibilidades de Cáceres de entrar a la Fórmula 1 se habían desvanecido.

### Últimas actuaciones en el exterior y paso por Argentina
Un año después formó parte nuevamente en la Fórmula 3000 Europea y terminó en la quinta colocación, logrando en seis competiciones alcanzar dos segundos puestos y un cuarto. Además, ese mismo año participó de la Championship Auto Racing Teams.
En el año 2007 vuelve por última vez para Argentina, lugar donde culminó su carrera deportiva. En ese año compitió en el TC2000 con el equipo Honda Racing Fineschi, y al año siguiente lo hizo con la Escudería Río de la Plata.
Finalmente, en el año 2010 corrió en Top Race V6.

### Carrera fuera de la pistas
Después de competir por cuatro años en Argentina, Cáceres trabajó como instructor de manejo deportivo en la "Escuela de Conducción Avanzada" (España), "EVR" (España) y "Escuela de Pilotos Emilio de Villota" (España), además de ser tester para la revista "Car and Driver" (España), comentarista para las cadenas Sky (Italia) y Monte Carlo (Uruguay), y columnista para el sitio web "motormario.com".
Organizó junto a su padre Fernando y su hermano y mejor amigo Agustín Cáceres los ePrix de Formula E en Punta del Este con gran éxito.
Actualmente reside en España, trabajando como Project Manager para Al Kamel Systems, empresa líder mundial en cronometraje y tecnología aplicada al Motorsport.

## Resumen de carrera
| Temporada | Categoría                        | Equipo                    | Carreras | Victorias | Poles | VR | Podios | Puntos | Pos. |
| --------- | -------------------------------- | ------------------------- | -------- | --------- | ----- | -- | ------ | ------ | ---- |
| 2001      | Fórmula Súper Renault Argentina  |                           | 1        | 0         | 0     | 0  | 0      | 0      | NC   |
| 2001      | Fórmula Renault Italiana 2.0     | Adm Junior Team           | 1        | 0         | 0     | 0  | 0      | 0      | NC   |
| 2002      | Fórmula Súper Renault Argentina  |                           | 6        | 0         | 0     | 0  | 0      | 18     | 17.º |
| 2003      | Zip Fórmula Gran Bretaña         | ?                         | 0        | ?         | ?     | ?  | 13     | 19.º   |      |
| 2003      | Fórmula BMW Iberia - Copa Júnior | ?                         | ?        | ?         | ?     | ?  | 415    | 1.º    |      |
| 2004      | Campeonato de España de F3       | ECA Racing                | 8        | 0         | 0     | 0  | 0      | 10     | 14.º |
| 2004      | Campeonato de España de F3       | IGI Tec-Auto              | 6        | 0         | 0     | 0  | 0      | 10     | 14.º |
| 2005      | Fórmula 3000 Italiana            | GP Racing                 | 8        | 0         | 0     | 0  | 1      | 20     | 5.º  |
| 2006      | Champ Car World Series           | Dale Coyne Racing         | 1        | 0         | 0     | 0  | 0      | 6      | 25.º |
| 2006      | Euroseries 3000                  | Minardi by GP Racing      | 11       | 0         | 0     | 0  | 2      | 28     | 7.º  |
| 2007      | Turismo Competición 2000         | Honda Racing Italcred     | 4        | 0         | 0     | 0  | 0      | 0      | NC   |
| 2008      | Turismo Competición 2000         | Escudería Río de la Plata | 14       | 0         | 0     | 0  | 0      | 7      | 18.º |
| 2009      | Turismo Competición 2000         | Chevrolet Elaion          | 1        | 0         | 0     | 0  | 0      | 0      | NC†  |
| 2010      | Turismo Competición 2000         | Escudería Río de la Plata | 1        | 0         | 0     | 0  | 0      | 0      | NC   |
| 2010      | Copa América de Top Race V6      | Escudería Río de la Plata | 4        | 0         | 0     | 0  | 0      | 10     | 37.º |
| Fuente:   |                                  |                           |          |           |       |    |        |        |      |

- † Era piloto invitado, por lo que no sumó puntos.

## Resultados

### Champ Car World Series
(Clave) (negrita indica pole position) (cursiva indica vuelta rápida)

| Año     | Escudería         | Chasis      | Motor               | 1   | 2   | 3   | 4   | 5   | 6   | 7   | 8   | 9   | 10  | 11  | 12     | 13  | 14  | Pos. | Puntos |
| ------- | ----------------- | ----------- | ------------------- | --- | --- | --- | --- | --- | --- | --- | --- | --- | --- | --- | ------ | --- | --- | ---- | ------ |
| 2006    | Dale Coyne Racing | Lola B03/00 | Ford-Cosworth 2.65L | LBH | HOU | MTY | MIL | POR | CLE | TOR | EDM | SJO | DEN | MTL | ROA 15 | SRF | MXC | 25.º | 6      |
| Fuente: |                   |             |                     |     |     |     |     |     |     |     |     |     |     |     |        |     |     |      |        |

### Turismo Competición 2000
| Año  | Equipo                    | Auto                 | 1   | 2   | 3   | 4   | 5   | 6   | 7   | 8   | 9   | 10  | 11  | 12  | 13  | 14  | Res. | Puntos |
| ---- | ------------------------- | -------------------- | --- | --- | --- | --- | --- | --- | --- | --- | --- | --- | --- | --- | --- | --- | ---- | ------ |
| 2007 |                           |                      | CR  | GR  | BB  | SMM | SJU | SP  | AG  | SFE | SRA | VIE | BA  | OBE | SL  | PDE | -    | 0      |
| 2007 | Honda Racing Italcred     | Honda Civic VII      |     |     |     |     |     |     |     |     |     | 16  | 15  | Ret | NL  | Ret | -    | 0      |
| 2008 |                           |                      | PAR | SAL | GR  | SFE | SJU | RES | AG  | BA  | OBE | TRH | VIE | SMM | PDF | PDE | 18°  | 7      |
| 2008 | Escudería Río de la Plata | Honda Civic VIII     | Ret | 9   | Ret | 15† | 8   | Ret | Ret | Ret | 9   | Ret | 13  | 18† | 17† | 15† | 18°  | 7      |
| 2009 |                           |                      | AG  | GR  | OBE | SMM | TRH | RES | BA  | CEN | SFE | SFE | SJU | SJU | PDF |     | -    | -      |
| 2009 | Chevrolet Elaion          | Chevrolet Vectra III |     |     |     |     | 25† |     |     |     |     |     |     |     |     |     | -    | -      |
| 2010 |                           |                      | PDE | SMM | GR  | AG  | RES | TRH | LR  | SFE | SFE | CEN | OBE | BA  | PDF |     | -    | 0      |
| 2010 | Escudería Río de la Plata | Honda Civic VIII     | Ex. |     |     |     |     |     |     |     |     |     |     |     |     |     | -    | 0      |

#### Copa de Pilotos Privados
| Año  | Equipo                    | Auto             | 1   | 2   | 3  | 4  | 5   | 6   | 7  | 8   | 9   | 10  | 11  | 12 | 13  | Res. | Puntos |
| ---- | ------------------------- | ---------------- | --- | --- | -- | -- | --- | --- | -- | --- | --- | --- | --- | -- | --- | ---- | ------ |
| 2010 |                           |                  | PDE | SMM | GR | AG | RES | TRH | LR | SFE | SFE | CEN | OBE | BA | PDF | -    | 0      |
| 2010 | Escudería Río de la Plata | Honda Civic VIII | Ex. |     |    |    |     |     |    |     |     |     |     |    |     | -    | 0      |

#### Copa Endurance Series
| Año  | Equipo           | Auto                 | 1   | 2  | 3   | Res. | Puntos |
| ---- | ---------------- | -------------------- | --- | -- | --- | ---- | ------ |
| 2009 |                  |                      | TRH | BA | PDF | -    | 0      |
| 2009 | Chevrolet Elaion | Chevrolet Vectra III | 25† |    |     | -    | 0      |

### Citas
1. ↑  «Maite Cáceres, talento uruguayo de exportación con sueños de Fórmula 1». motorsport.com. 16 de mayo de 2022.
2. ↑  «Video: Hace diez años “Fufi” probó un F1». motormario.com.
3. 1 2  «Juan Ignacio Cáceres | Racing carrer profile | Driver Database». Driver Database (en inglés). Consultado el 16 de abril de 2022.